# 2018 LF16
2018 LF16は、アモール群に属する地球近傍小惑星の一つである。
2018年6月14日にハレアカラ天文台でパンスターズ調査を行った天文学者によって最初に観測された。

## 物理的性質
観測の結果、そのサイズは213 m（699フィート）と推定されている。
2018 LF16が地球と衝突した場合壊滅的な破壊力を持つが、予測された軌道は衝突を起こす可能性は低いと見られる。

## 観測
2018年11月、ニュース記事の見出しは、2018 LF16は2023年8月8日に地球に衝突し、その後地球の軌道上をまわり、2024年8月3日、2025年8月1日など、2117年までの間に計62回隕石が衝突すると記載した。だが、追突の可能性は30,000,000分の1にすぎないことを示す計算も記載した。
さらに、2018 LF16はトリノスケールで0と評価されている。これは、衝突の可能性が非常に低いため、衝突確率が事実上ゼロになることを意味する。観察アークはわずか1.8日に延び、その予測された動きに大きな不確実性を残し、原因を考慮しなければ、2018 LF16は失われた小惑星になる。
現在の最良の軌道は、完全に地球の軌道の外側にあり、地球に0.13 AU（MOID）より近づくことはない。
地球近傍小惑星ティスラン・パラメータの9492番目に配置されている。